# 坦克边疆区

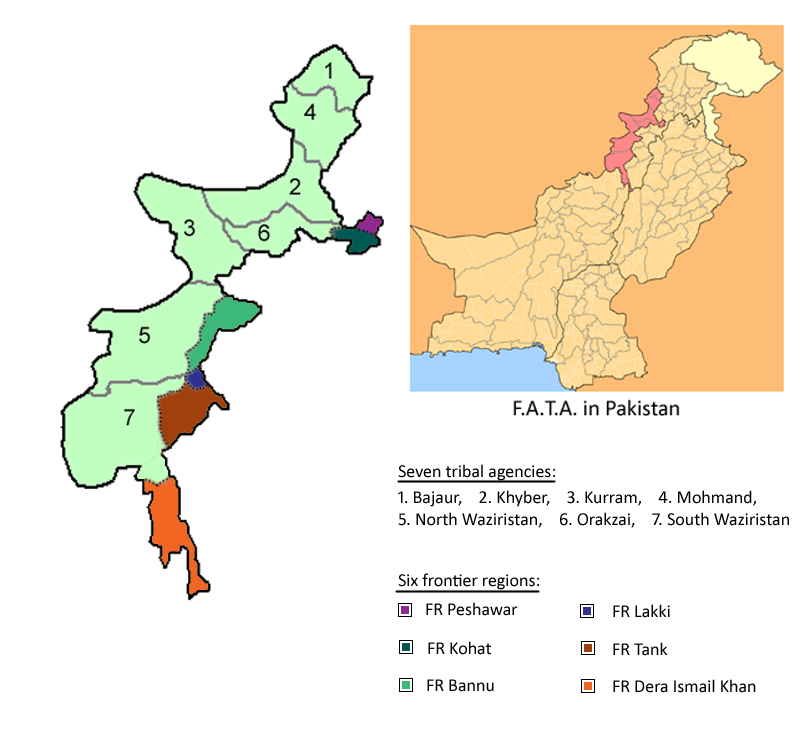
坦克边疆区位于东南部

坦克边疆区（Frontier Region Tank），是巴基斯坦联邦直辖部落地区的一个边疆区，临近南瓦济里斯坦。坦克边疆区得名于附近的坦克县。

## 地理
坦克边疆区多山，最高点海拔1,943 m（6,375 ft）。